# Dödskalleapor
Dödskalleapor eller ekorrapor (Saimiri) är ett släkte i ordningen primater med fem arter. Tillsammans med släktet kapuciner utgör de familjen cebusliknande brednäsor (Cebidae).

## Utseende

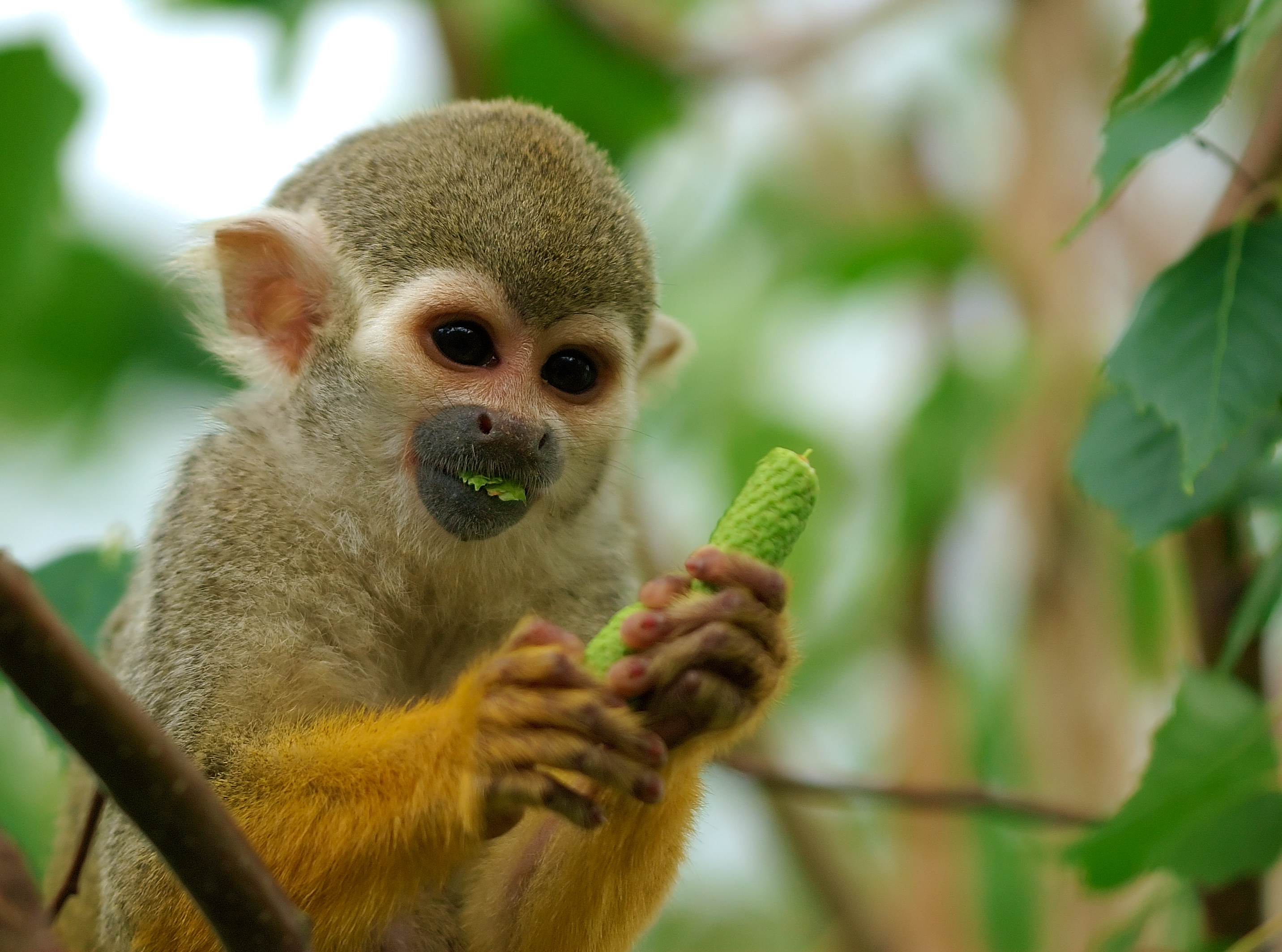
Saimiri sciureus

Dödskalleapor kan bli 23 till 37 centimeter långa. Sen tillkommer en 35 till 42 centimeter lång svans. Hos arterna är bakbenen längre än armarna. Pälsen är kort och tät. Dödskalleapans nos är svart och hjässan mörk. Ansiktet och öronen är vita och kroppen gulbrun till gulgrön med en antingen vit eller lite gulvit undersida. Den har fått sitt namn efter ansiktet. Svansen kännetecknas av en svartaktig tofs vid slutet. Den används inte som gripverktyg. Anmärkningsvärt är att deras hjärnvikt är störst i förhållande till kroppsvikten av alla primater. Förhållandet är 1:17 medan det hos människan ligger vid 1:35.

## Utbredning
De lever i djungeln i norra och centrala Sydamerika, söderut till Bolivia och Brasilien. De finns också i Centralamerika, norrut till Costa Rica.

## Levnadssätt
De lever i flockar på ungefär 30-40 djur i fuktiga skogar och längs flodstränder. De äter frukter och insekter. Ibland tar de även nötter, knoppar, ägg och mindre däggdjur. Trots namnet dödskalleapa är de väldigt livliga apor.
I motsats till andra primater använder de svansen inte som griporgan under klättringen utan för att hålla balansen och ibland som redskap. Dödskalleapor rör sig mycket snabbt i träden och fick därför namnet ekorrapor. För att skydda sig mot rovfåglar, som är deras största fiender, har dödskalleapor olika läten.

## Systematik
Den yttre systematiken för släktet dödskalleapor är omstridd. Enligt Geissmann (2003) bildar de tillsammans med släktet kapuciner familjen cebusliknande brednäsor (Cebidae). Enligt Wilson & Reeder (2005) räknas även kloapor till samma familj.
Båda auktoriteter räknar fem arter till släktet och delar de i två grupper som skiljs efter andelen vit päls över ögat. Hos sciureus-gruppen bildar den vita pälsen en hög båge och hos boliviensis-gruppen är ringarna kring ögonen smala.
- sciureus-gruppen
  - Saimiri sciureus förekommer i norra Sydamerika. Den används ofta som försöks- eller husdjur och finns även i många djurparker. På grund av deras stora levnadsområde är populationen relativt säker.
  - Saimiri oerstedii lever i Costa Rica och Panama vid Stilla havets kustlinje. Ryggen är rödaktig och huvudets topp är mörkt. Denna art räknas en tid av IUCN som starkt hotad men listas idag som sårbar (vulnerable).[4]
  - Saimiri ustus lever vid Amazonfloden och i sydvästra Brasilien. Den kännetecknas av en gul rygg.
- boliviensis-gruppen
  - Saimiri boliviensis förekommer uteslutande i östra Bolivia.
  - Saimiri vanzolinii beskrevs först 1985 på ett vetenskapligt sätt. Den kännetecknas av en mörk päls och förekommer i avskilda områden vid Amazonfloden. Arten listas som sårbar.[5]

## Dödskalleapor och människor
Fram till 1970-talet fångades flera tusen individer som sedan hölls som sällskapsdjur eller som användes för djurförsök. Antalet minskade efteråt starkt men fortfarande jagas de i viss mån för köttets skull. Ett större hot är skogsavverkningar i deras levnadsområde. IUCN listar två arter som sårbar (vulnerable), en som nära hotad (near threatened) och två som livskraftig (least concern). Dödskalleapor i fångenskap som lämnas utan uppsikt kan skada inredningen eller lämna mycket skräp kvar.
En känd dödskalleapa är Herr Nilsson i filmerna baserade på Astrid Lindgrens böcker om Pippi Långstrump.